# Diadromus marginatus
Diadromus marginatus är en stekelart som först beskrevs av Léon Abel Provancher 1886.  Diadromus marginatus ingår i släktet Diadromus och familjen brokparasitsteklar. Inga underarter finns listade i Catalogue of Life.